# 가쓰라역
가쓰라역(일본어: 桂駅, かつらえき)은 일본 교토부 교토시 니시쿄구에 있는 한큐 전철 교토 본선의 역이다. 한큐 교토 본선과 아라시야마 선의 환승역으로, 아라시야마 선은 본 역을 기점으로 한다. 역 번호는 HK-81이다.

## 역사
- 1928년
  - 11월 1일: 신케이한 철도 다카쓰키초(현, 다카쓰키시 역) ~ 교토사이인 역(현, 사이인 역) 구간 개통과 동시에 개업.
  - 11월 9일: 아라시야마 선 개통, 환승역이 됨.
- 1930년 9월 15일: 회사 합병으로 게이한 전기철도 신케이한 선의 역이 되고 본 역을 포함한 덴진바시 역(현, 덴진바시스지 6초메 역) ~ 교토 사이인 역간 신케이한 선으로 불리게 됨.
- 1943년 10월 1일: 게이한 전기철도 한신 급행 전철과의 합병으로 게이한신 급행전철의 역이 됨.
- 1949년 12월 1일: 신케이한 선이 교토 본선으로 노선명 변경.
- 1973년 4월 1일: 회사명 변경으로 한큐 전철의 역이 됨.
- 1983년 12월: 하행선 배선 변경.
- 1984년 6월: 상행선·아라시야마 선의 배선 변경.
- 1985년 4월 28일: 교상역사가 됨.
- 2007년 3월 17일: 통근 특급 정차역으로 전체 영업 열차 정차역으로 승격.

## 역 구조
섬식 승강장 3면 6선의 지상역에서 교상 역사를 갖는다. 교토 본선에는 2면 4선, 아라시야마 선에는 1면 2선이 할당되어 있으며, 교토 본선은 우등 열차의 대피가 가능하다. 승강장 사이 연결 전용 지하도가 있다.
2010년 3월에 안내 시스템이 갱신되어 각 승강장의 발차 안내 방송이 LED식으로 통일되었다.
교토 본선의 동쪽에는 역 건물의 "MEW 한큐 가쓰라"가 있어 보행자 데크에서 직결된다. 예전에는 본 역 빌딩이 들어섰던 장소에도 승강장이 있었다.

### 승강장
| 번호 | 노선            | 방향 | 행선                                                                |
| ---- | --------------- | ---- | ------------------------------------------------------------------- |
| C    | ■ 교토 본선     | 상행 | 니시쿄고쿠・사이인・오미야・가라스마・가와라마치 방면(새벽 첫 열차) |
| 1    | ■ 아라시야마 선 |      | 가미카쓰라・마쓰오타이샤・아라시야마 방면                           |
| 2・3 | ■ 교토 본선     | 상행 | 니시쿄고쿠・사이인・오미야・가라스마・가와라마치 방면               |
| 4・5 | ■ 교토 본선     | 하행 | 오사카 (우메다)・아와지・덴가차야・기타센리・고베・다카라즈카 방면  |

#### 비고
- 교토 본선은 내측 2선(3,4번 선)이 주로 본선, 외측 2선(2,5번 선)이 대피선이다.
- 낮에는 본 역에서 준급과 특급의 완급 접속이 이루어지고 있다. 준급은 본 역 발차 후, 상행은 가와라마치 역까지, 하행은 이바라키시 역까지 선착한다.
- C번 선에 대해서
  - 가쓰라 차고와 직접 선로가 연결되어 있다. 플랫폼의 명칭이 드문 영어가 되고 있지만 이는 차고선의 부번 방식에 따른 것으로, 역 개축 시에 부여되었다.
  - 안내 상은 대면의 1번 선과 마찬가지로 아라시야마 선의 승강장으로 사용되며, 교토 본선에서 아라시야마 선으로 직통 열차가 운행될 때에 입선하는 것이 있다. 평소에는 오로지 회송 열차의 인입선으로 사용되어 정기 열차는 새벽 보통 가와라마치 행(당역 시발)이 몇 개 발차한다.

## 역 주변
동서 양쪽으로 주택가가 확산되면서 역전에 버스 터미널이 정비되어 있다.
역 남쪽 철로와 부도 142호 구쓰카케니시오지고조 선이 교차하는 가와오카 건널목 등은 양쪽을 도로에 끼고 있다.
- 가쓰라 차고
- 가쓰라 리큐 - 본 역에서 직선 거리 600m 정도.
- 지조지 - 교토 로쿠지조 순례 사찰의 하나.
- 니시혼간지 가쓰라 별원
- 산노미야 신사
- F MART(옛 포로로카 식품관)
- 교토 가쓰라니시구치 우체국
- 교토 가쓰라 우체국
- 교토 가와시마 우체국
- 교토 가쓰라카미마메다 우체국
- 교토 은행
- 시가 은행
- 교토 시립 가쓰라 초등학교
- 교토 시립 가쓰라히가시 초등학교
- 교토 시 다치카와오카 초등학교
- 교토 부도 139호 가쓰라 정차장선
- 교토 부도 142호 구쓰카케니시오지고조 선
- 가쓰라가와 가도

## 인접역
| 한큐 전철 ■ 교토 본선          | 한큐 전철 ■ 교토 본선                                     | 한큐 전철 ■ 교토 본선            |
| ------------------------------ | --------------------------------------------------------- | -------------------------------- |
| HK-63 아와지 우메다 방면       | ■ 쾌속특급                                                | 가라스마 HK-85 가와라마치 방면   |
| HK-77 나가오카텐진 우메다 방면 | ■ 특급                                                    | 가라스마 HK-85 가와라마치 방면   |
| HK-77 나가오카텐진 우메다 방면 | ■ 통근특급 ■ 쾌속급행 ■ 쾌속                              | 사이인 HK-83 가와라마치 방면     |
| HK-80 라쿠사이구치 우메다 방면 | ■ 준급 ■ 보통                                             | 니시쿄고쿠 HK-82 가와라마치 방면 |
| 한큐 전철 ■ 아라시야마 선      |                                                           |                                  |
| (- 아와지) 우메다 방면         | ■ 쾌속특급 "사가노" ■ 직통특급 "아타고", "토게쓰", "호즈" | 가미카쓰라 HK-96 아라시야마 방면 |
| (- 가라스마) 가와라마치 방면   | ■ 쾌속특급 "오구라"                                       | 가미카쓰라 HK-96 아라시야마 방면 |
| 시·종착역                      | ■ 보통                                                    | 가미카쓰라 HK-96 아라시야마 방면 |